# 武笠三
武笠 三（むかさ さん、1871年 - 1929年）は、日本の国文学者。族籍は埼玉県士族。孫に北海道大学名誉教授の武笠 幸一がいる。

## 経歴
現在の埼玉県さいたま市緑区出身。氷川女体神社の旧神主家・武笠家に生まれる。埼玉県士族・武笠幸息の長男。
東京帝国大学を卒業後、第四高等学校 (旧制)、埼玉県第一中学（現：埼玉県立浦和高等学校）、第七高等学校造士館 (旧制)で教鞭をとった。
1908年、文部省からの要請を受け、その後17年間にわたり国定教科書の編纂および尋常小学唱歌の作詞に取り組んだ。武笠三の作詞と言われているものには「案山子」「雪」「池の鯉」「日の丸の旗」などがあるが、編纂官だったために名を伏せ、作詞作曲不詳とされているものもある。
文部省在任中には東京市白金尋常小学校（現：港区立白金小学校）校歌（1916年11月制定）の作詞も行なった。
また九州各地で布教していたベルギーの神父エミール・ラゲの聖書翻訳に協力し、1910年に『我主イエズスキリストの新約聖書』として刊行されている。

## 家族
武笠家
- 父・幸息[1]
- 妻・ひろ（1874年 - ?、埼玉、栗原やいの長女）[1]
- 養子・耕三（1909年 - ?、埼玉、栗原耕二の三男）[1]